# Drospirenon
Drospirenon ist ein synthetisch hergestellter Arzneistoff aus der Gruppe der Gestagene, der von Schering (heute Bayer) entwickelt wurde und als wirksamer Bestandteil vor allem in „Antibabypillen“ wie beispielsweise Yasmin (Mikropille) und Slinda (Minipille) enthalten ist.
In seinen pharmakologischen Eigenschaften ist Drospirenon dem natürlich vorkommenden Hormon Progesteron durch vergleichbares Rezeptorbindungsprofil sehr ähnlich und besitzt antiandrogene, antiöstrogene, antigonadotrope und antimineralocorticoide Eigenschaften. Orale Kontrazeptiva („Antibabypillen“) mit Drospirenon als gestagene Komponente können durch die antiandrogene Wirkung zur Therapie bei unreiner Haut (Akne) eingesetzt werden und tragen angeblich dazu bei, das Hauterscheinungsbild zu verbessern. Durch die antimineralkortikoide Aktivität kann angeblich einer Gewichtszunahme und anderen Symptomen, die eine Folge von Flüssigkeitseinlagerung darstellen (z. B. Brustspannen), vorgebeugt werden.
Chemisch leitet sich Drospirenon vom Aldosteronantagonist Spironolacton ab.

## Geschichtliches
Wiechert und Mitarbeiter synthetisierten bereits 1976 Drospirenon bei der Schering AG. Allerdings dauerte es rund 25 Jahre, bis der Arzneistoff im Jahre 2000 auf den Markt gebracht wurde.

## Thromboserisiko
Generell führen einige Ovulationshemmer („Antibabypillen“) zu einem ca. drei- bis sechsfach erhöhten Thromboserisiko. Drospirenon steht als Gestagenkomponente in kombinierten oralen Kontrazeptiva im Verdacht eines (verglichen mit anderen Kombinationspräparaten) erhöhten Risikos für venöse Thromboembolien (VTE). Jedoch lässt sich das VTE-Risiko für Ovulationshemmer nicht pauschal belegen. Es ist zwischen Östrogen-Gestagen-Kombinationspräparaten sowie reinen Gestagen-Präparaten zu unterscheiden. Darüber hinaus sind die einzelnen Wirkstoffe differenziert zu betrachten. Gemäß der aktuellen S3-Leitlinie „Hormonelle Empfängnisverhütung“ geht von oralen Gestagen-Monopräparaten kein signifikant erhöhtes Risiko aus. Bei Kombinationspräparaten wird das Thromboserisiko von der Östrogenkomponente und ihrer Dosierung beeinflusst (Kombinationspillen enthalten als Östrogenkomponente meist das oral bioverfügbare Ethinylestradiol). Gestagene modifizieren hingegen das von der Östrogendosis abhängige Thromboserisiko und neuere Gestagene wie Desogestrel, Gestoden, Drospirenon oder Cyproteron scheinen in Kombinationspräparaten das VTE-Risiko deutlicher zu erhöhen als Norethisteron, Levonorgestrel und Norgestimat. Dagegen war unter Drospirenon als alleinige Komponente (d. h. in östrogenfreien Ovulationshemmern) während des klinischen Entwicklungsprogramms (> 20.000 Zyklen) kein Fall einer venösen Thromboembolie oder eines arteriellen Gefäßverschlusses zu verzeichnen.
In epidemiologischen Studien aus den Niederlanden und Dänemark vom August 2009 wurde erneut über ein erhöhtes Thromboserisiko im Zusammenhang mit dem Wirkstoff Drospirenon berichtet. Das Risiko stieg dabei mit zunehmendem Alter der Frau und höherem Östrogengehalt der Pille.
Diese und andere Untersuchungen wurden von der Arzneimittelkommission der deutschen Ärzteschaft (AkdÄ) zum Anlass genommen, die aktuelle Einschätzung des Risikos von thromboembolischen Ereignissen unter hormonaler Kontrazeption darzustellen und Hinweise für die Verordnung zu geben. Zwei im Jahre 2010 veröffentlichte Untersuchungen kamen jedoch zu dem Schluss, dass Drospirenon in Antibabypillen das Risiko von venösen oder arteriellen Thrombosen nicht stärker erhöht als der Wirkstoff Levonorgestrel (älteres Gestagen der 2. Generation) und anderen älteren Gestagenen. Im Februar 2013 leitete die europäische Arzneimittelagentur (EMA) ein Risikobewertungsverfahren für kombinierte orale Kontrazeptiva ein, die Drospirenon oder andere Progestagene der 3. und 4. Generation enthalten: Dies ergab ein jährliches Thromboserisiko von 5–7/10.000 Frauen für Levonorgestrel-haltige Kombinationskontrazeptiva und 9–12/10.000 Frauen für Drospirenon-haltige bei einer Grundrate von 2/10.000 Frauen ohne Hormoneinnahme.

## Wahrnehmung in den Medien
„Die Zeit“ berichtete 2010 von Klagen von Patientinnen, die durch Kombinationspräparate mit Drospirenon Thrombosen und Embolien erlitten, gegen den pharmazeutischen Unternehmer Bayer HealthCare. Bis April 2010 waren lt. „Die Zeit“ 1750 Klagen gegen Bayer HealthCare in den USA bekannt, außerdem mehrere in Deutschland und der Schweiz. In Österreich wurde Drospirenon ebenfalls in den Medien diskutiert. Im April 2011 waren allein in den USA rund 7.000 Klagen gegen Bayer anhängig. Ende Mai 2011 reichte erstmals auch eine deutsche Geschädigte Klage gegen die Bayer AG ein. Im April 2012 berichtete Spiegel Online, dass Bayer insgesamt in einem Vergleich rund 142 Millionen US-Dollar (107 Millionen Euro) an 651 betroffene Frauen in den USA zahlen werde. Bis September 2012 hatte sich die Entschädigungssumme in den USA auf 500 Millionen Euro erhöht. Bis zum 14. Februar 2014 hatte Bayer in den USA ohne Anerkennung einer Haftung Vergleiche mit über 8.250 Frauen abgeschlossen und diese mit der Summe von 1,69 Milliarden Dollar entschädigt.
Am 5. November 2015 eröffnete das Landgericht Waldshut-Tiengen einen Zivilprozess gegen Bayer. Die Studentin Felicitas Rohrer aus Bad Säckingen verlangte von dem Unternehmen Schadenersatz und Schmerzensgeld in Höhe von 200.000 Euro wegen Gesundheitsschäden, die durch Yasminelle entstanden sein sollen. Der Anwalt von Klägerin Rohrer vertrat zu dem Zeitpunkt noch acht weitere Frauen, die sich durch Bayer-Verhütungspillen geschädigt sahen. Im Oktober 2018 riet das Gericht im Fall von Felicitas Rohrer, die angab, nach einer tiefen Beinvenenthrombose und Lungenembolie gerinnungshemmende Medikamente zu benötigen, wegen derer sie nicht schwanger werden dürfe, wegen der komplizierten rechtlichen und medizinischen Fragen zu einem Vergleich. Dieser wurde von Bayer abgelehnt. Im Dezember 2018 wurde die Klage abgewiesen. Im Juni 2021 wurde auch die Berufungsklage durch die Freiburger Außenstelle des Oberlandesgerichts (OLG) Karlsruhe zurückgewiesen.

## Herstellung
Die vielstufige hochkomplexe Synthese geht von 5-Androsten-3β-ol-17-onacetat aus.

## Analytik
Zur zuverlässigen qualitativen und quantitativen Bestimmung von Drospirenon in physiologischem Untersuchungsmaterial wird nach hinreichender Probenvorbereitung die Kopplung der HPLC mit der Massenspektrometrie eingesetzt.

## Handelsnamen
- Kombination mit Ethinylestradiol: aida (D), Aliane (A), Petibelle (D), Yasmin (D, A, CH, US), Yasminelle (D, A, CH), YAZ (D, A, CH, US), Yirala (A), Yiznell (…), sowie Generika (D, A, CH)
- Kombination mit Estradiol (zur Anwendung in den Wechseljahren): Angeliq (D, A, CH, US)
- Mono-Gestagen (Minipille): Slinda (D), Lyzbet (A), Slynd (US)